# دنیس ستویان
دنیس ستویان (انگلیسی: Denys Stoyan; اوکراینی: Дени́с Анато́лійович Стоян؛ زادهٔ ۲۴ اوت ۱۹۸۱) بازیکن فوتبال ارمنی‌تبار اهل اوکراین است.

## باشگاهی
از باشگاه‌هایی که در آن بازی کرده‌است می‌توان به باشگاه فوتبال چورنومورتس اودسا، باشگاه فوتبال فورسکلا پولتاوا، و باشگاه فوتبال تاوریا سیمفروپول اشاره کرد.